# Distrito de Jihlava
El distrito de Jihlava es uno de los cinco distritos que forman la región de Vysočina, República Checa, con una población estimada a principio del año 2018 de 112 930 habitantes. 
Se encuentra ubicado en el centro-sur del país, al sureste de Praga, cerca de la frontera con Austria. Su capital es la ciudad de Jihlava.

## Localidades (población año 2018)
- Arnolec 170
- Batelov 2372
- Bílý Kámen 276
- Bítovčice 434
- Bohuslavice 140
- Borovná 76
- Boršov 166
- Brtnice 3745
- Brtnička 106
- Brzkov 281
- Cejle 480
- Cerekvička-Rosice 163
- Černíč 125
- Čížov 274
- Dlouhá Brtnice 372
- Dobronín 1888
- Dobroutov 294
- Dolní Cerekev 1293
- Dolní Vilímeč 100
- Doupě 103
- Dudín 187
- Dušejov 466
- Dvorce 198
- Dyjice 140
- Hladov 175
- Hodice751
- Hojkov 147
- Horní Dubenky 608
- Horní Myslová 91
- Hostětice 135
- Hrutov 97
- Hubenov 136
- Hybrálec 449
- Jamné 578
- Jersín 188
- Jezdovice 245
- Ježená 128
- Jihlava 50 724
- Jihlávka 204
- Jindřichovice 93
- Kalhov 125
- Kaliště 154
- Kamenice 1938
- Kamenná 189
- Klatovec 72
- Kněžice 1382
- Knínice 187
- Kostelec 897
- Kostelní Myslová 56
- Kozlov 474
- Krahulčí602
- Krasonice 202
- Lhotka 85
- Luka nad Jihlavou 2869
- Malý Beranov 636
- Markvartice 204
- Měšín 272
- Milíčov 133
- Mirošov 170
- Mrákotín 888
- Mysletice 122
- Mysliboř 207
- Nadějov 194
- Nevcehle 234
- Nová Říše 815
- Olšany 76
- Olší 70
- Opatov 199
- Ořechov 73
- Otín 86
- Panenská Rozsíčka 158
- Panské Dubenky 124
- Pavlov 436
- Plandry 210
- Polná 5149
- Puklice 841
- Radkov 252
- Rančířov 420
- Rantířov 461
- Řásná 231
- Řídelov 84
- Rohozná 413
- Rozseč 177
- Růžená 354
- Rybné 125
- Sedlatice 57
- Sedlejov 280
- Šimanov 207
- Smrčná 388
- Stáj 169
- Stará Říše 613
- Stonařov 1075
- Strachoňovice 81
- Střítež 436
- Suchá 259
- Švábov 71
- Svojkovice 49
- Telč 5339
- Třešť 5770
- Třeštice 149
- Urbanov 138
- Ústí 227
- Vanov 91
- Vanůvek 39
- Vápovice 39
- Velký Beranov 1296
- Větrný Jeníkov 627
- Věžnice 154
- Věžnička 134
- Vílanec 328
- Volevčice 67
- Vyskytná nad Jihlavou 886
- Vysoké Studnice 418
- Vystrčenovice 114
- Záborná 255
- Zadní Vydří 49
- Žatec 118
- Zbilidy 199
- Zbinohy 92
- Zdeňkov 54
- Ždírec 476
- Zhoř 453
- Zvolenovice 89